# Liste des monuments historiques du Mont-Saint-Michel
Cet article recense les monuments historiques du Mont-Saint-Michel, en France.

## Statistiques
Le Mont-Saint-Michel compte 61 édifices comportant au moins une protection au titre des monuments historiques, soit 13 % des monuments historiques du département de la Manche. 53 édifices comportent au moins une partie classée ; les 8 autres sont inscrits.
Bien que ne comptant que 42 habitants, Le Mont-Saint-Michel est la 46e commune de France en termes de protections au titre des monuments historiques.
Le graphique suivant résume le nombre d'actes de protection par décennies (ou par année avant 1880) :

## Liste

### Patrimoine religieux
Par ordre d’importance, c’est bien sûr l’abbaye elle-même qui impose son allure et son architecture à plusieurs dizaines de kilomètres alentour. L’abbaye du Mont-Saint-Michel ses dépendances (dont la chapelle Notre-Dame-sous-Terre) sont classés au titre des monuments historiques par liste de 1862.
Mais il existe d’autres monuments religieux sur le rocher :
- la chapelle Saint-Aubert, accessible à marée basse ;
- la fontaine Saint-Aubert ;
- l’église paroissiale Saint-Pierre : à l’origine, c’était l’église des habitants du Mont, les Montois. Saint-Pierre a conservé son titre de paroisse et se distingue encore aujourd’hui au spirituel – comme autrefois – de l’abbaye. Elle est desservie par un curé nommé par l’évêque de Coutances. L’église a gardé quelques vestiges du XIe siècle, dans ses piliers, mais d’une manière générale, elle appartient aux XVe et XVIe siècles avec des piliers du XIe siècle[2]. Sa nef ne possède qu’un seul bas-côté, ce qui décentre son chœur vers la gauche. Munie d’un petit clocher, elle est riche de beaux objets cultuels : un vitrail du XVe siècle, un gisant médiéval décapité, un autel et son retable à colonnes daté de 1660, des fonts baptismaux primitifs du XIIIe siècle ; une Vierge à l’Enfant et une éducation de la Vierge (sainte Anne enseignant à Marie) des XVe – XVIe siècles, et enfin, une copie de la statue de saint Michel. L’église Saint-Pierre est encore entourée de son cimetière.
- La cour et les bâtiments dépendant du presbytère ;
- l'ancien presbytère.

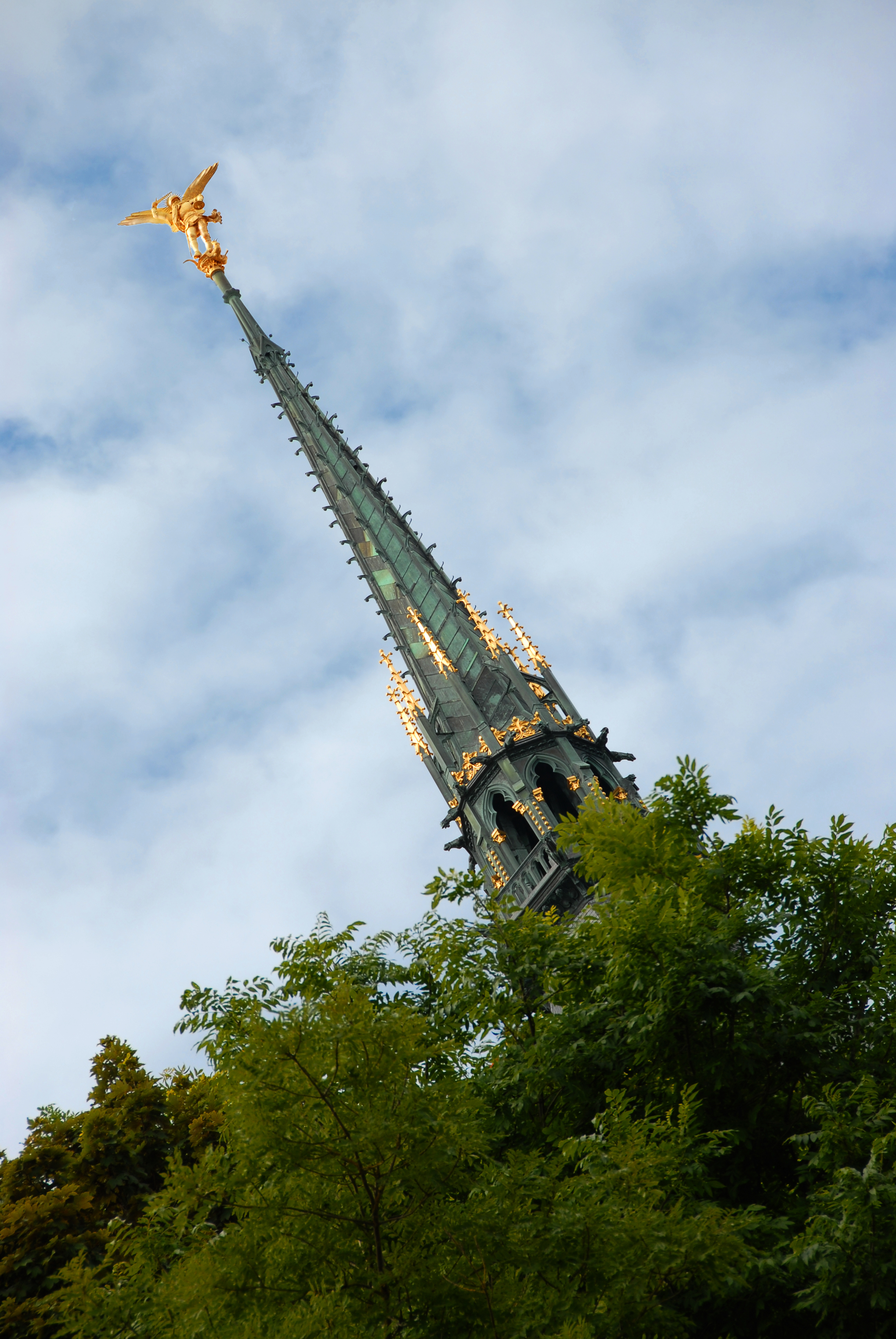
L’archange saint Michel terrassant le dragon de l'Apocalypse au sommet de la flèche de l'abbaye.
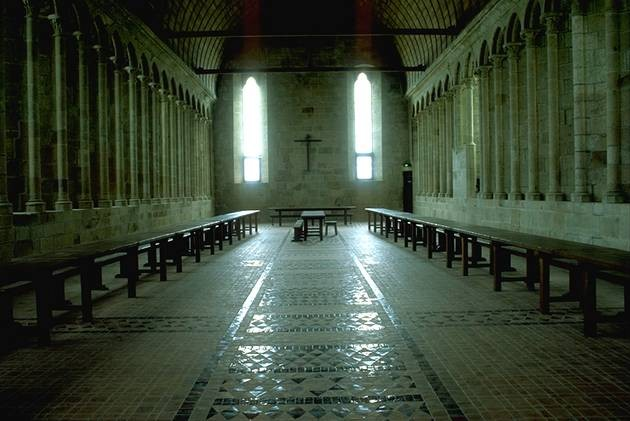
Le réfectoire.
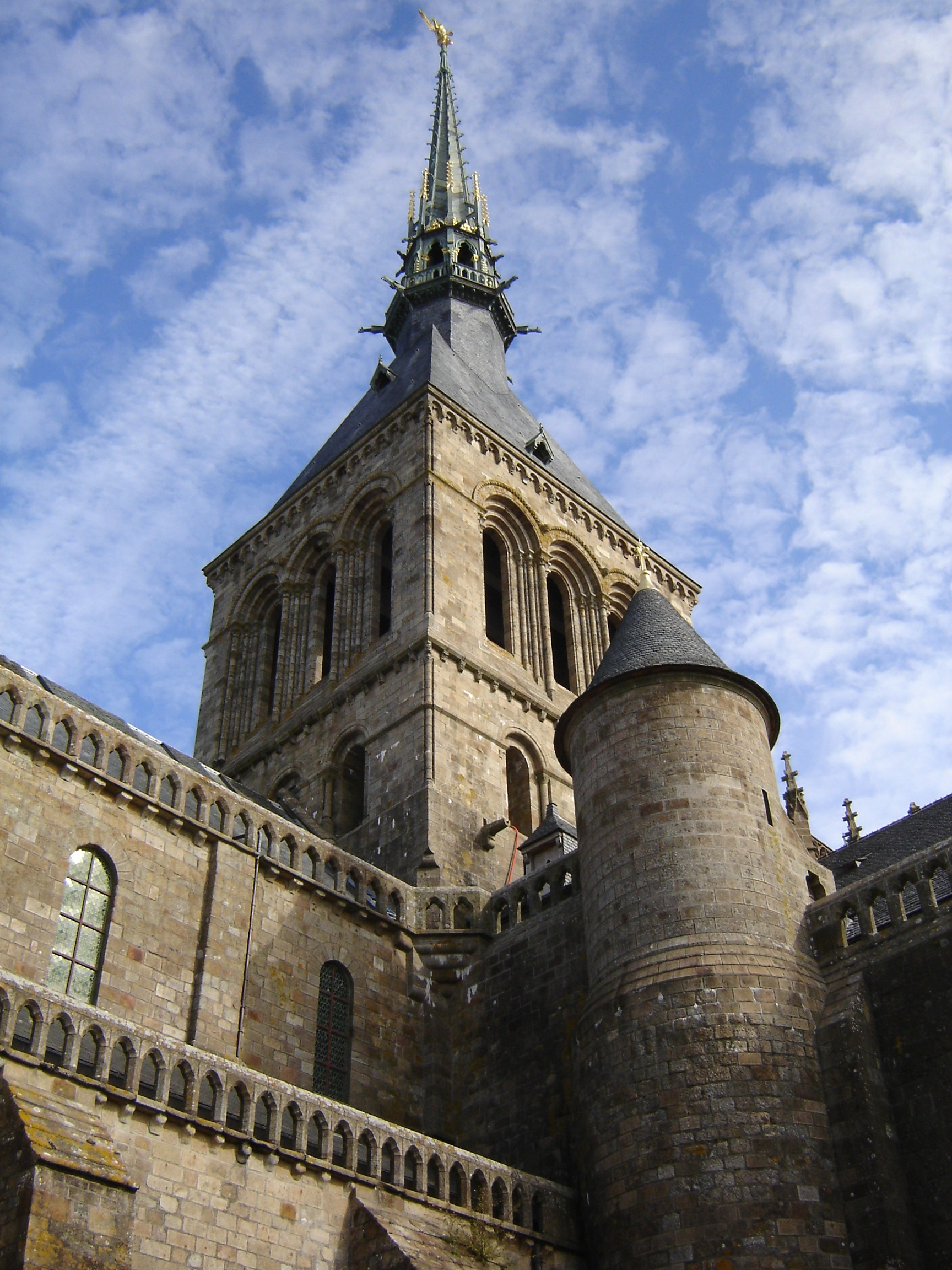
La flèche de l’abbaye vue de la cour.

| Monument                                  | Adresse | Coordonnées                        | Notice         | Protection | Date | Illustration                              |
| ----------------------------------------- | ------- | ---------------------------------- | -------------- | ---------- | ---- | ----------------------------------------- |
| Abbaye                                    |         | 48° 38′ 09″ nord, 1° 30′ 41″ ouest | « PA00110460 » | Classé     | 1862 | Abbaye                                    |
| Chapelle Saint-Aubert                     |         | 48° 38′ 11″ nord, 1° 30′ 48″ ouest | « PA00110462 » | Classé     | 1908 | Chapelle Saint-Aubert                     |
| Cimetière                                 |         | 48° 38′ 09″ nord, 1° 30′ 37″ ouest | « PA00110463 » | Classé     | 1934 | Cimetière                                 |
| Cour et bâtiments dépendant du presbytère |         | 48° 38′ 12″ nord, 1° 30′ 38″ ouest | « PA00110464 » | Classé     | 1928 | Cour et bâtiments dépendant du presbytère |
| Église Saint-Pierre                       |         | 48° 38′ 10″ nord, 1° 30′ 36″ ouest | « PA00110465 » | Classé     | 1909 | Église Saint-Pierre                       |
| Presbytère                                |         | 48° 38′ 08″ nord, 1° 30′ 37″ ouest | « PA00110512 » | Inscrit    | 1981 | Presbytère                                |

### Patrimoine militaire
La ville actuelle est l’une des rares villes françaises à avoir conservé l’ensemble de ses fortifications médiévales. Cette enceinte urbaine date des XIIIe au XVIe siècle. Elle est entièrement classée au titre des monuments historiques et également inscrite sur la liste du patrimoine mondial de l’UNESCO. 
L’enceinte des Fanils, qui continue les murs du Monteux, de Cantilly et de la Pillette, date du XVIe siècle. Avec la tour Gabriel (1534), elle fait l'objet d'un classement au titre des monuments historiques et est inscrite sur la liste du patrimoine mondial de l’UNESCO.
| Monument                      | Adresse | Coordonnées                        | Notice         | Protection | Date | Illustration                  |
| ----------------------------- | ------- | ---------------------------------- | -------------- | ---------- | ---- | ----------------------------- |
| Remparts du Mont-Saint-Michel |         | 48° 38′ 07″ nord, 1° 30′ 35″ ouest | « PA00110514 » | Classé     | 1875 | Remparts du Mont-Saint-Michel |
| Enceinte des Fanils           |         | 48° 38′ 08″ nord, 1° 30′ 46″ ouest | « PA00110466 » | Classé     | 1875 | Enceinte des Fanils           |

### Patrimoine civil

#### Immeubles
| Monument                                             | Adresse    | Coordonnées                        | Notice         | Protection | Date      | Illustration                                         |
| ---------------------------------------------------- | ---------- | ---------------------------------- | -------------- | ---------- | --------- | ---------------------------------------------------- |
| Auberge Saint-Pierre                                 |            | 48° 38′ 07″ nord, 1° 30′ 37″ ouest | « PA00110461 » | Classé     | 1938      | Auberge Saint-Pierre                                 |
| Bâtiment voisin de l'hôtel Duguesclin                |            | 48° 38′ 08″ nord, 1° 30′ 36″ ouest | « PA00110468 » | Classé     | 1938      | Image manquante Téléverser                           |
| Chapelle Saint-Sébastien du Mont-Saint-Michel        | Grande-Rue | 48° 38′ 08″ nord, 1° 30′ 36″ ouest | « PA00110498 » | Classé     | 1928      | Chapelle Saint-Sébastien du Mont-Saint-Michel        |
| École communale du Mont-Saint-Michel                 |            | 48° 38′ 11″ nord, 1° 30′ 38″ ouest | « PA00110507 » | Classé     | 1934      | École communale du Mont-Saint-Michel                 |
| Hôtel de la Licorne                                  |            | 48° 38′ 07″ nord, 1° 30′ 37″ ouest | « PA00110469 » | Inscrit    | 1928      | Hôtel de la Licorne                                  |
| Hôtel du Mouton Blanc                                |            | 48° 38′ 08″ nord, 1° 30′ 35″ ouest | « PA00110470 » | Classé     | 1928      | Hôtel du Mouton Blanc                                |
| Hôtel Poulard                                        |            | 48° 38′ 06″ nord, 1° 30′ 39″ ouest | « PA00110471 » | Classé     | 1929 1939 | Hôtel Poulard                                        |
| Hôtel principal des établissements Poulard           |            | 48° 38′ 07″ nord, 1° 30′ 39″ ouest | « PA00110472 » | Classé     | 1929      | Hôtel principal des établissements Poulard           |
| Hôtel Saint-Pierre                                   |            | 48° 38′ 07″ nord, 1° 30′ 36″ ouest | « PA00110473 » | Classé     | 1938      | Hôtel Saint-Pierre                                   |
| Hôtellerie de l'Escu de Bretaigne                    |            | 48° 38′ 08″ nord, 1° 30′ 36″ ouest | « PA00110474 » | Inscrit    | 1928      | Hôtellerie de l'Escu de Bretaigne                    |
| Hôtellerie de la Sirène                              |            | 48° 38′ 07″ nord, 1° 30′ 37″ ouest | « PA00110475 » | Classé     | 1936      | Hôtellerie de la Sirène                              |
| Immeuble de l'Épée-Saint-Michel                      |            | 48° 38′ 09″ nord, 1° 30′ 36″ ouest | « PA00110478 » | Classé     | 1946      | Image manquante Téléverser                           |
| Immeuble du Petit-Bois                               |            | 48° 38′ 10″ nord, 1° 30′ 45″ ouest | « PA00110477 » | Classé     | 1908      | Image manquante Téléverser                           |
| Immeubles et terrains de l'entrée                    |            | 48° 38′ 06″ nord, 1° 30′ 41″ ouest | « PA00110476 » | Classé     | 1934      | Immeubles et terrains de l'entrée                    |
| Local sous l'escalier de la porte du Roi             |            | 48° 38′ 06″ nord, 1° 30′ 38″ ouest | « PA00110484 » | Classé     | 1929      | Image manquante Téléverser                           |
| Logis Saint-Aubert                                   | Grande-Rue | 48° 38′ 12″ nord, 1° 30′ 37″ ouest | « PA00110495 » | Classé     | 1928      | Logis Saint-Aubert                                   |
| Logis Saint-Symphorien                               | Grande-Rue | 48° 38′ 12″ nord, 1° 30′ 37″ ouest | « PA00110496 » | Classé     | 1909 1928 | Logis Saint-Symphorien                               |
| Logis Tiphaine Raguenel                              |            | 48° 38′ 11″ nord, 1° 30′ 37″ ouest | « PA00110497 » | Inscrit    | 1928      | Logis Tiphaine Raguenel                              |
| Maison donnant sur la Grande-Rue et sur les remparts |            | 48° 38′ 10″ nord, 1° 30′ 35″ ouest | « PA00110487 » | Inscrit    | 1934      | Maison donnant sur la Grande-Rue et sur les remparts |
| Maison adossée aux remparts                          |            | 48° 38′ 09″ nord, 1° 30′ 35″ ouest | « PA00110488 » | Classé     | 1933      | Maison adossée aux remparts                          |
| Maison de l'ancienne Hostellerie du Dauphin          | Grande-Rue | 48° 38′ 11″ nord, 1° 30′ 36″ ouest | « PA00110493 » | Classé     | 1928      | Maison de l'ancienne Hostellerie du Dauphin          |
| Maison de l'Artichaut                                |            | 48° 38′ 07″ nord, 1° 30′ 37″ ouest | « PA00110489 » | Classé     | 1918 1936 | Maison de l'Artichaut                                |
| Maison Blanche                                       |            | à géolocaliser                     | « PA00110486 » | Classé     | 1938      | Image manquante Téléverser                           |
| Maison du Chapeau Blanc                              |            | 48° 38′ 09″ nord, 1° 30′ 38″ ouest | « PA00110490 » | Classé     | 1928 1936 | Maison du Chapeau Blanc                              |
| Maison La Coquille                                   |            | à géolocaliser                     | « PA00110491 » | Classé     | 1949      | Maison La Coquille                                   |
| Ancienne maison de l'Éperon                          |            | 48° 38′ 09″ nord, 1° 30′ 36″ ouest | « PA00110492 » | Inscrit    | 1928      | Ancienne maison de l'Éperon                          |
| Maison Lacorne                                       |            | 48° 38′ 10″ nord, 1° 30′ 35″ ouest | « PA00110494 » | Classé     | 1936      | Maison Lacorne                                       |
| Maison du Pigeon Blanc                               | Grande-Rue | 48° 38′ 12″ nord, 1° 30′ 37″ ouest | « PA00110499 » | Classé     | 1928      | Maison du Pigeon Blanc                               |
| Maison Piquerel                                      |            | 48° 38′ 07″ nord, 1° 30′ 36″ ouest | « PA00110500 » | Classé     | 1934      | Maison Piquerel                                      |
| Maison Piquerel                                      |            | à géolocaliser                     | « PA00110501 » | Classé     | 1948      | Image manquante Téléverser                           |
| Maisons Ponceau et Eudes                             |            | 48° 38′ 09″ nord, 1° 30′ 37″ ouest | « PA00110502 » | Inscrit    | 1928      | Maisons Ponceau et Eudes                             |
| Maison du Pot de Cuivre                              |            | 48° 38′ 11″ nord, 1° 30′ 36″ ouest | « PA00110503 » | Classé     | 1928      | Maison du Pot de Cuivre                              |
| Maison Les Terrasses                                 |            | 48° 38′ 10″ nord, 1° 30′ 35″ ouest | « PA00110504 » | Inscrit    | 1932      | Maison Les Terrasses                                 |
| Maison des Trois Étoiles                             | Grande-Rue | 48° 38′ 12″ nord, 1° 30′ 37″ ouest | « PA00110505 » | Classé     | 1928      | Image manquante Téléverser                           |
| Maison de la Truie qui File                          |            | 48° 38′ 10″ nord, 1° 30′ 38″ ouest | « PA00110506 » | Classé     | 1908      | Maison de la Truie qui File                          |
| Maison verte                                         |            | 48° 38′ 08″ nord, 1° 30′ 38″ ouest | « PA00110508 » | Classé     | 1938      | Image manquante Téléverser                           |
| Propriété de l'Hermitage                             |            | 48° 38′ 08″ nord, 1° 30′ 38″ ouest | « PA00110513 » | Classé     | 1937      | Propriété de l'Hermitage                             |
| Salle Jeanne d'Arc ou Maison neuve                   |            | 48° 38′ 10″ nord, 1° 30′ 36″ ouest | « PA00110516 » | Classé     | 1936      | Salle Jeanne d'Arc ou Maison neuve                   |
| Vieux Logis                                          |            | 48° 38′ 11″ nord, 1° 30′ 36″ ouest | « PA00110485 » | Classé     | 1928 1935 | Vieux Logis                                          |
| Villa Bellevue                                       |            | 48° 38′ 09″ nord, 1° 30′ 38″ ouest | « PA00110519 » | Classé     | 1931      | Villa Bellevue                                       |
| Villa Saint-Michel                                   |            | 48° 38′ 10″ nord, 1° 30′ 38″ ouest | « PA00110520 » | Classé     | 1936      | Villa Saint-Michel                                   |

#### Terrasses et jardins
| Monument                                      | Adresse    | Coordonnées                        | Notice         | Protection | Date | Illustration                                  |
| --------------------------------------------- | ---------- | ---------------------------------- | -------------- | ---------- | ---- | --------------------------------------------- |
| Vieux murs et jardins Saint-Aubert            | Grande-Rue | 48° 38′ 11″ nord, 1° 30′ 37″ ouest | « PA00110509 » | Classé     | 1928 | Image manquante Téléverser                    |
| Vieux murs et jardins Saint-Symphorien        | Grande-Rue | 48° 38′ 11″ nord, 1° 30′ 37″ ouest | « PA00110510 » | Classé     | 1928 | Vieux murs et jardins Saint-Symphorien        |
| Jardin et hangar couvert                      |            | 48° 38′ 10″ nord, 1° 30′ 35″ ouest | « PA00110480 » | Classé     | 1936 | Image manquante Téléverser                    |
| Jardin de la Sirène                           |            | 48° 38′ 09″ nord, 1° 30′ 37″ ouest | « PA00110483 » | Classé     | 1936 | Image manquante Téléverser                    |
| Jardins du Dauphin                            | Grande-Rue | 48° 38′ 11″ nord, 1° 30′ 37″ ouest | « PA00110479 » | Classé     | 1928 | Image manquante Téléverser                    |
| Jardins du Musée Saint-Michel                 |            | à géolocaliser                     | « PA00110481 » | Classé     | 1936 | Image manquante Téléverser                    |
| Jardins Sainte-Catherine                      |            | 48° 38′ 08″ nord, 1° 30′ 40″ ouest | « PA00110482 » | Classé     | 1937 | Jardins Sainte-Catherine                      |
| Terrasses et jardins de la Croix de Jérusalem |            | 48° 38′ 12″ nord, 1° 30′ 38″ ouest | « PA00110518 » | Classé     | 1928 | Terrasses et jardins de la Croix de Jérusalem |
| Terrasse de la Maison-Rouge                   |            | 48° 38′ 07″ nord, 1° 30′ 40″ ouest | « PA00110517 » | Classé     | 1938 | Terrasse de la Maison-Rouge                   |

#### Autres constructions
| Monument                              | Adresse | Coordonnées                        | Notice         | Protection | Date | Illustration                          |
| ------------------------------------- | ------- | ---------------------------------- | -------------- | ---------- | ---- | ------------------------------------- |
| Passage                               |         | à géolocaliser                     | « PA00110511 » | Classé     | 1936 | Image manquante Téléverser            |
| Réservoirs d'eau du Mont-Saint-Michel |         | 48° 38′ 08″ nord, 1° 30′ 39″ ouest | « PA00110515 » | Classé     | 1929 | Réservoirs d'eau du Mont-Saint-Michel |
| Fontaine Saint-Aubert                 |         | 48° 38′ 13″ nord, 1° 30′ 44″ ouest | « PA00110467 » | Classé     | 1908 | Fontaine Saint-Aubert                 |